# Kefermarkt
Kefermarkt ist eine Marktgemeinde in Oberösterreich im Bezirk Freistadt im Mühlviertel mit 2200 Einwohnern (Stand 1. Jänner 2024).

## Geografie
Kefermarkt liegt auf 516 m Höhe im Mühlviertel. Die Ausdehnung beträgt von Nord nach Süd 7,4 km und von West nach Ost 8,9 km. Die Gesamtfläche beträgt 27,8 km². 7,6 % der Fläche sind bewaldet und 81,5 % der Fläche landwirtschaftlich genutzt.

### Gemeindegliederung
Das Gemeindegebiet umfasst folgende 12 Ortschaften (in Klammern Einwohnerzahl Stand 1. Jänner 2024):
- Albingdorf (126)
- Dörfl (298) samt Neudörfl
- Freidorf (29)
- Galgenau (86)
- Harterleiten (93)
- Kefermarkt (893)
- Lest (304) samt Lest-Süd
- Miesenberg (72) samt Gschwandl
- Pernau (82)
- Wagrein (16)
- Weinberg (63)
- Wittinghof (138)

Die Gemeinde besteht aus den Katastralgemeinden Harterleithen, Kefermarkt und Pernau. Weitere Ortslagen in Kefermarkt sind Oberer Markt, Unterer Markt und Kirchenfeld.
Die Gemeinde liegt im Gerichtsbezirk Freistadt.

### Nachbargemeinden
|          | Freistadt                                   |         |
| Neumarkt | Kompassrose, die auf Nachbargemeinden zeigt | Lasberg |
| Neumarkt | Pregarten                                   | Gutau   |

## Geschichte
Die ersten urkundlichen Erwähnungen im Kefermarkter Gemeindegebiet stammen vom Hof Triefhaider (1115/1125) in Dörfl und von Pernau (1170). Die meisten anderen Ortschaften wurden im 13. Jahrhundert erstmals schriftlich genannt, auch der Burgstall Turnertobl ist alten Ursprungs. Unterhalb des heutigen Ortskerns, der ursprünglich Dorf am Weinperg hieß, lag am Fluss Feldaist die Chefermühle, deren Bezeichnung unklar ist, aber wahrscheinlich vom Familiennamen Käfer herrührt. Die Ortsbezeichnung Chefferndorf taucht erst im Jahr 1433 auf.
Im 12. Jahrhundert gehörten das Gebiet und die Herrschaft von Weinberg zur Herrschaft Freistadt. Später wurde es von Freistadt losgelöst und die ersten Inhaber des landesfürstlichen Lehens waren die Piper von den Weinperge. Ab 1369 ist das Geschlecht der Zelkinger der Besitzer des Lehens. Im späten 15. Jahrhundert wurde von Christoph von Zelking die Herrschaft vergrößert, eine Kirche in Kefermarkt gebaut und das Dorf am 17. September 1479 zum Markt erhoben. Mit der Markterhebungsurkunde wurde statt den früheren Bezeichnungen Dorf am Weinberg oder Chefferndorf der heutige Name angenommen, und Kefermarkt durfte alljährlich am 3. August (Stephanstag) einen Jahrmarkt abhalten (seit 1881 am Sonntag vor dem 4. August).
Die älteste Beschreibung des Marktes ist aus dem Jahr 1526 erhalten, damals umfasste der Ort 15 Häuser. Die Zahl der Häuser stieg bis 1626 auf 27 an. Die Siedlung ist seit jeher eng mit Schloss Weinberg verbunden.
Im Zuge der Gegenreformation und des oberösterreichischen Bauernkriegs im Jahr 1626 musste der Protestantische Wilhelm vom Zelking Schloss Weinberg verlassen und zog sich auf seine Burg in Zelking-Matzleinsdorf (Niederösterreich) zurück. Dessen Vetter Christoph von Thürheim zu Bibrachzell kaufte Schloss Weinberg um 210.000 Gulden und 1200 Reichstaler. Im Jahr 1961 starb mit Ludwig Goswin von Thürheim das Geschlecht der Thürheimer aus.
Mit dem Bau der Summerauer Bahn erhielt Kefermarkt einen Bahnanschluss. Seit dem 20. Dezember 1873 ist Kefermarkt mit der Landeshauptstadt Linz eisenbahnmäßig verbunden. Der Bahnhof, der heute von den Österreichischen Bundesbahnen (ÖBB) betrieben wird, befindet sich auf Grund der geografischen Gegebenheiten, südlich des Marktzentrums in der Talsenke.
Seit 1918 gehört der Ort zum Bundesland Oberösterreich. Nach dem Anschluss Österreichs an das Deutsche Reich am 13. März 1938 gehörte der Ort zum Reichsgau Oberdonau. Bombenabwürfe auf Kefermarkt erfolgten etwa am 4. November 1944 (Freidorf), im März 1945 (bei der Klammmühle) und am Ostersonntag 1. April, an dem eine Lokomotive und Kesselwaggons beschädigt wurden. Beim letzten Fliegerangriff am 4. Mai 1945 wurde der Bahnhof schwer getroffen und in Lehen 12 das Spital zerstört, das nicht mehr aufgebaut wurde. Nach 1945 war Kefermarkt in der sowjetischen Besatzungszone, die bis 1955 bestand.

### Bevölkerungsentwicklung
| Jahr | Einwohner | Jahr | Einwohner |
| ---- | --------- | ---- | --------- |
| 1869 | 1.441     | 1961 | 1.721     |
| 1880 | 1.527     | 1971 | 1.798     |
| 1890 | 1.481     | 1981 | 1.738     |
| 1900 | 1.506     | 1991 | 1.950     |
| 1910 | 1.604     | 2001 | 2.056     |
| 1923 | 1.659     | 2008 | 2.094     |
| 1934 | 1.642     | 2011 | 2.055     |
| 1939 | 1.614     | 2021 | 2.158     |
| 1951 | 1.697     |      |           |

Im Jahr 1869 wohnten im Gemeindegebiet 1441 Menschen. Seit 1981 wächst die Bevölkerung schneller als zuvor und erreichte 2001 mit 2056 Menschen den bisher höchsten Stand bei einer Volkszählung. Im Jahr 1991 hatte die Gemeinde 1950 Einwohner, bei der Volkszählung 2001 bereits 2056, was einem Anstieg von 5,4 % entspricht. Am 1. Jänner 2011 verzeichnete die Gemeinde 2094 Einwohner. Innerhalb der letzten 10 Jahre stieg die Bevölkerungszahl moderat auf 2158 an.
Bei der Volkszählung 2001 betrug der Anteil der Einwohner, die 60 Jahre und älter waren, 16,2 %; 20,7 % waren unter 15 Jahre alt. Der Anteil der weiblichen Bevölkerung lag bei 49,7 %.
Von den 1630 Bewohnern Kefermarkts, die 2001 über 15 Jahre alt waren, hatten 4,5 % eine Universität, Fachhochschule oder Akademie abgeschlossen. Weitere 9 % hatten eine Matura absolviert, 49 % hatten einen Lehrabschluss oder eine berufsbildende mittlere Schule besucht und 37,4 % aller Kefermarkter hatten die Pflichtschule als höchsten Abschluss.

### Herkunft und Sprache
Der deutsche Dialekt, der im Raum Kefermarkt sowie in Oberösterreich allgemein gesprochen wird, ist das Mittelbairische. 96,9 % der Kefermarkter gaben 2001 Deutsch als Umgangssprache an. Weitere 0,5 % sprachen hauptsächlich türkisch, 0,3 % tschechisch, der Rest sprach andere Sprachen.
Der Anteil der Kefermarkter mit ausländischer Staatsbürgerschaft lag 2001 mit 2 % weit unter dem Durchschnitt Oberösterreichs. Dabei hatten 0,1 % der Kefermarkter Bevölkerung eine Staatsbürgerschaft der Türkei, 0,2 % eine aus Deutschland und 1,7 % entfielen auf sonstige Staatsbürger. Insgesamt waren 2001 etwa 3,8 % der Kefermarkter in einem anderen Land als in Österreich geboren.

## Kultur und Sehenswürdigkeiten

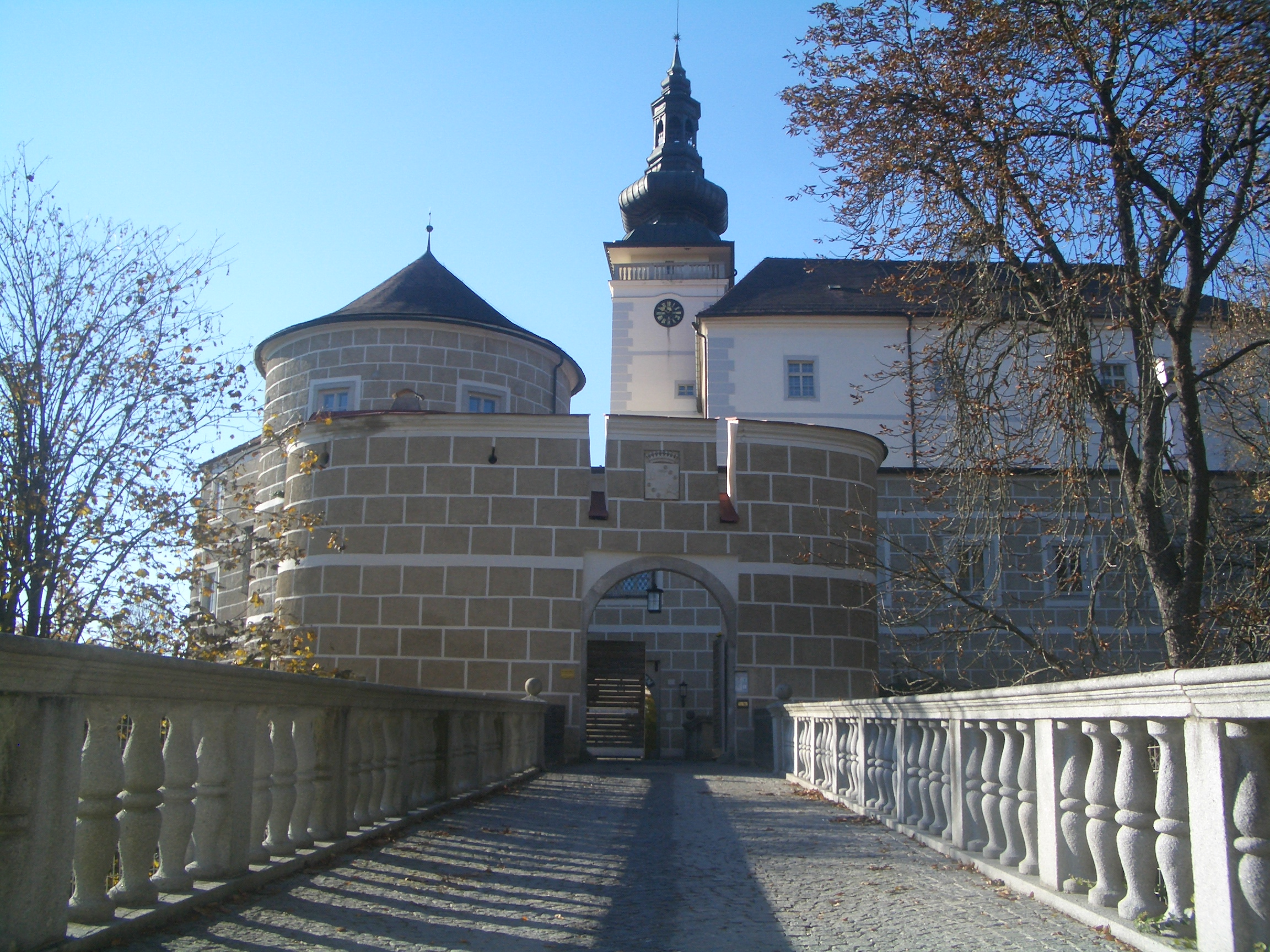
Schloss Weinberg

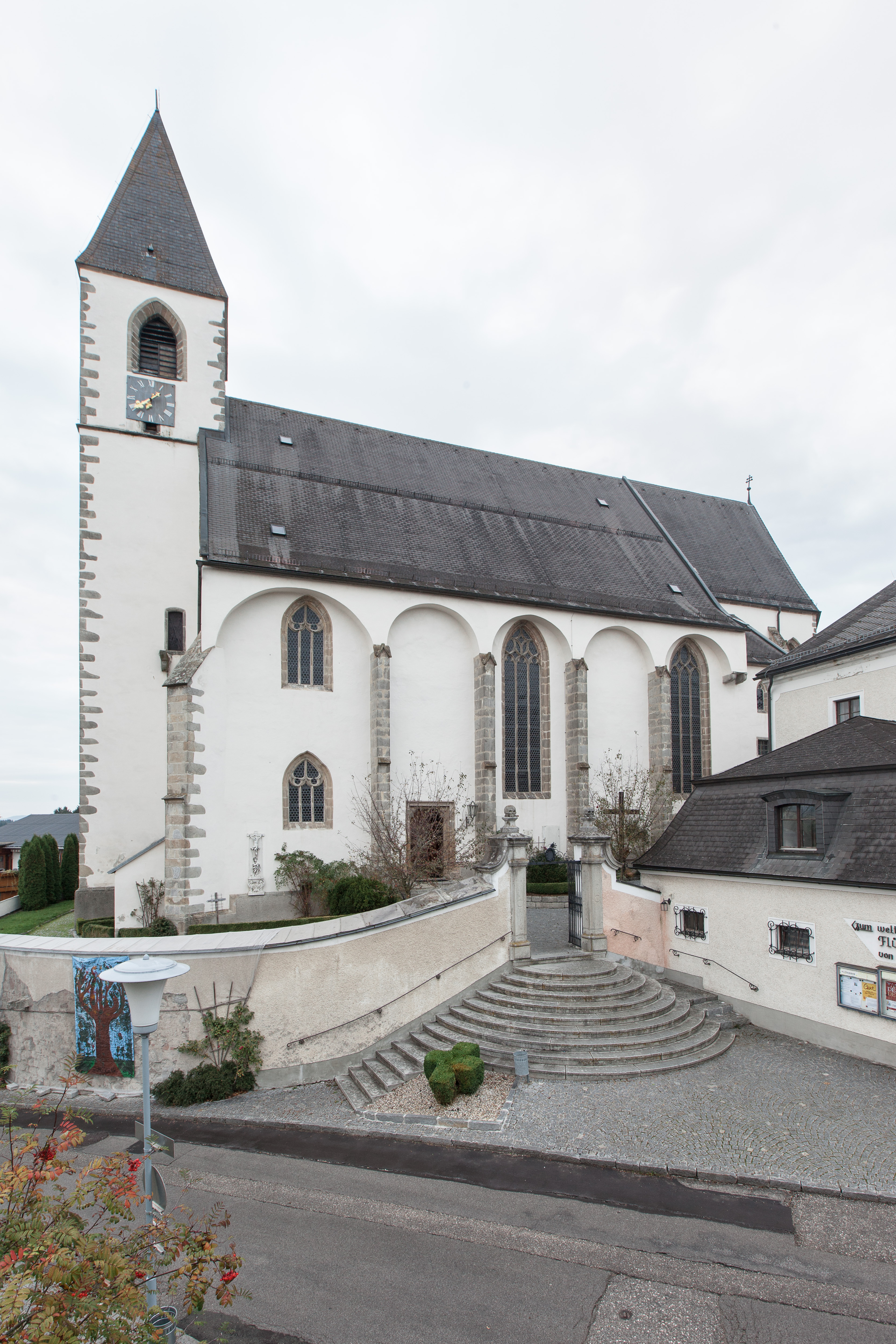
Pfarrkirche Kefermarkt

- Schloss Weinberg: Das Schloss ist ein wehrartiger Schlossbau, der im 16. und 17. Jahrhundert (Spätrenaissance) entstand. Zu Kriegsende 1945 ging die wertvolle Schlosseinrichtung verloren. Heute beherbergt das Schloss ein Landesbildungszentrum.
- Katholische Pfarrkirche Kefermarkt hl. Wolfgang mit dem Kefermarkter Flügelaltar: Die 1476 eingeweihte Kirche der Pfarre Kefermarkt beherbergt mit dem Kefermarkter Flügelaltar eines der Hauptwerke der Gotik im deutschsprachigen Raum. Er wurde zwischen 1490 und 1497 von einem namentlich nicht mehr bekannten Bildschnitzer, dem sogenannten Meister des Kefermarkter Altars geschaffen.  Mit einer Höhe von über 13 Metern ist das Werk einer der größten erhaltenen Schnitzaltäre der deutschen Spätgotik. Adalbert Stifter leitete in den Jahren 1852 bis 1855 in seiner Funktion als Landeskonservator in Oberösterreich die erste Restaurierung des Altars. Stifter hat diesen Altar durch eine umfassende Renovierung vor dem Verfall gerettet.
- Pendellehrpfad: Auf dem rund einen Kilometer langen Wanderweg können mittels Pendel oder Rute die Orte der Kraft (Wasseradern usw.) eruiert und gemutet werden.

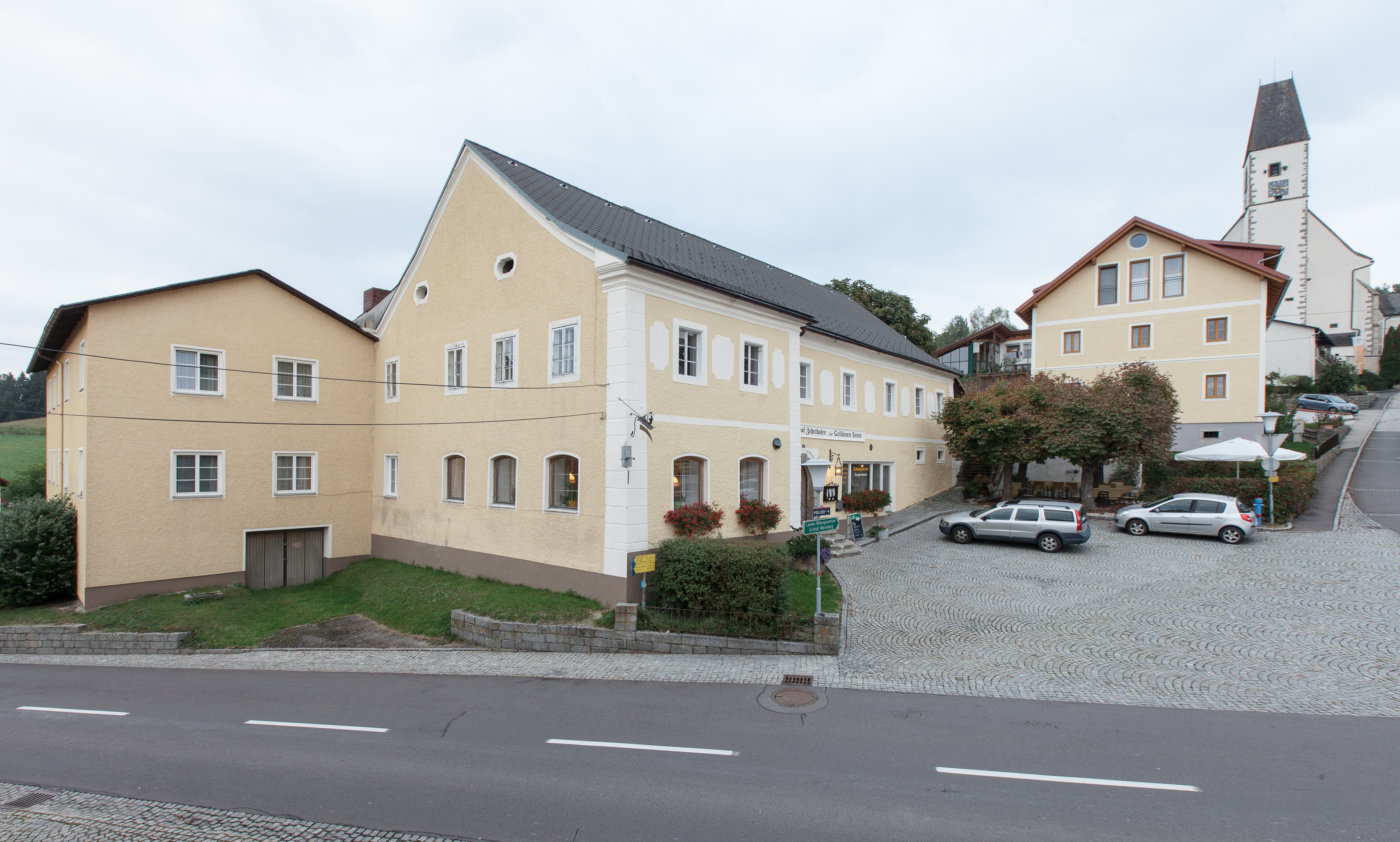
Gasthaus Zur Goldenen Sense außen
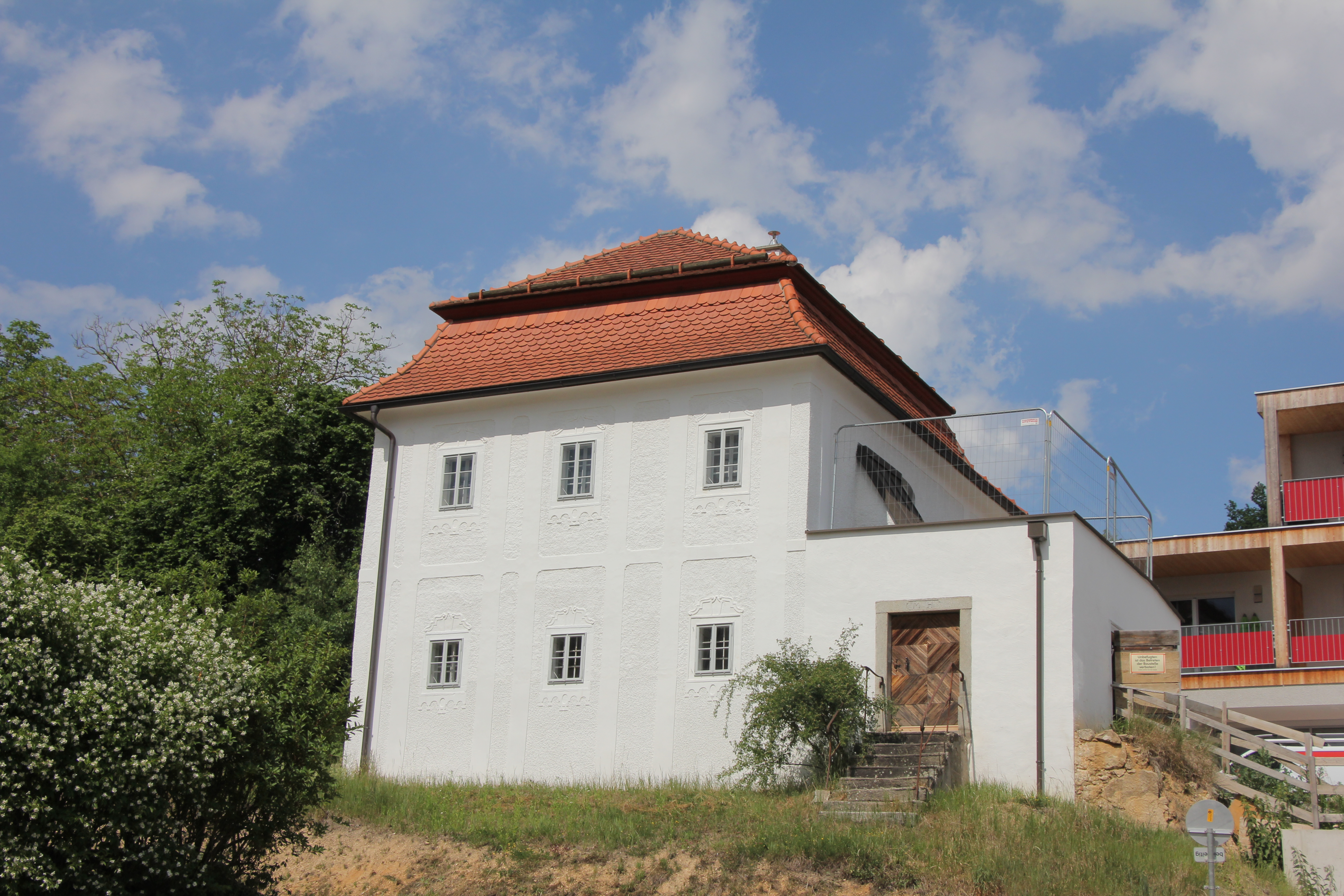
Kefermarkt ev. Pfarrhof
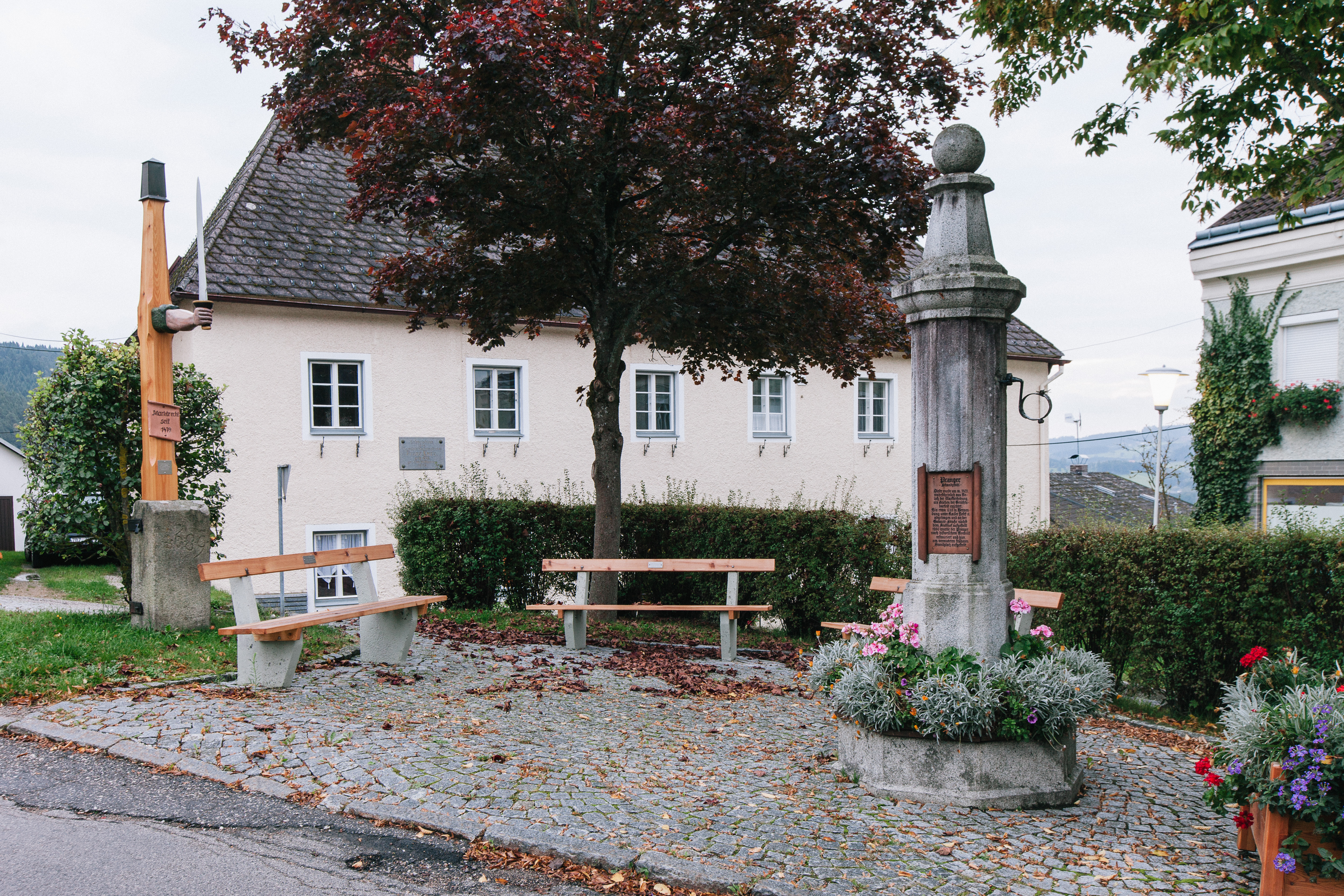
Pranger – Schandpfahl, um 1479 errichtet, bis etwa 1738 in Verwendung. 1980 nach historischem Vorbild restauriert.
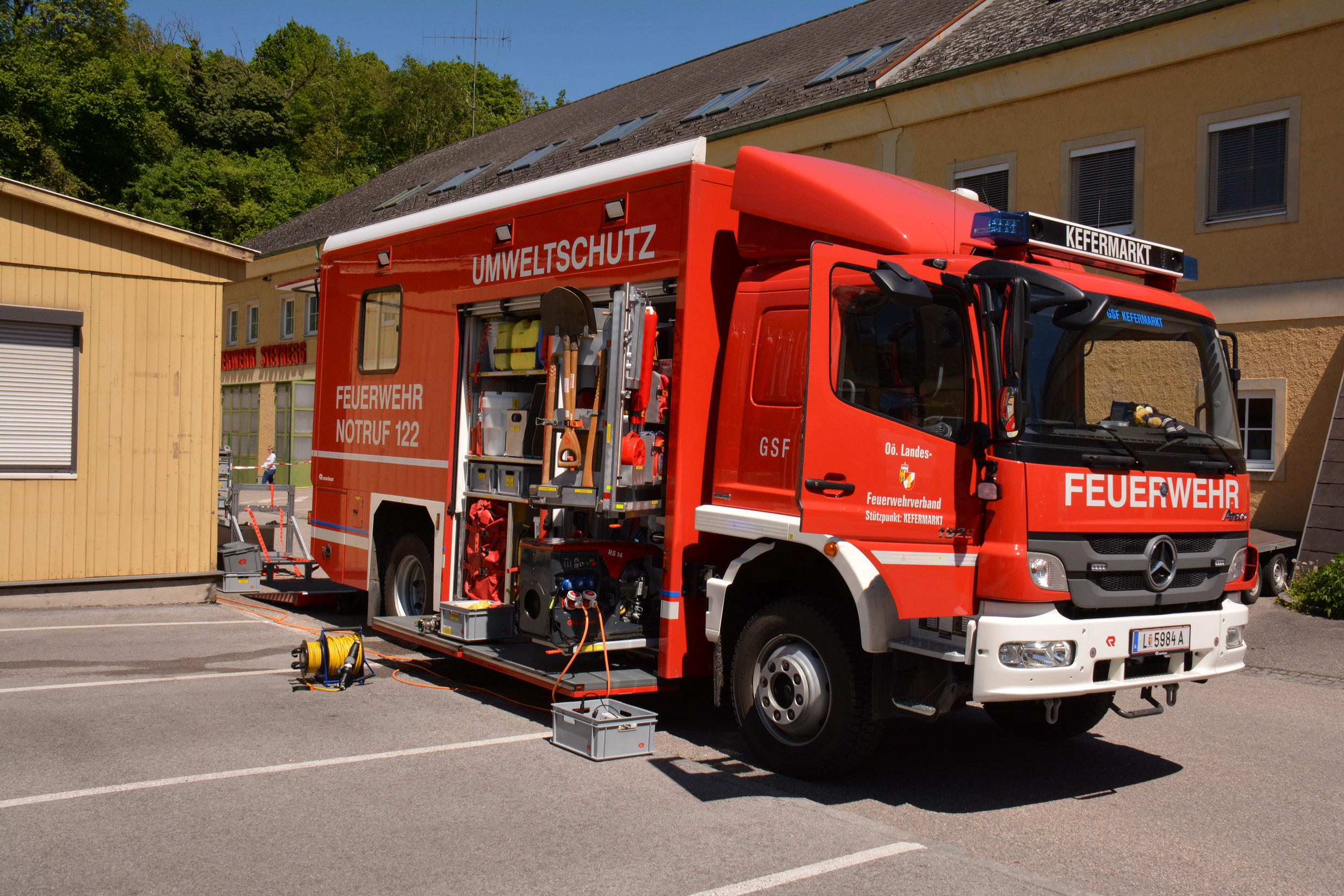
FMD und Atemschutzübung in Steyregg – Gefahrstofffahrzeug, OÖ Landesfeuerwehrverband, FF Kefermarkt
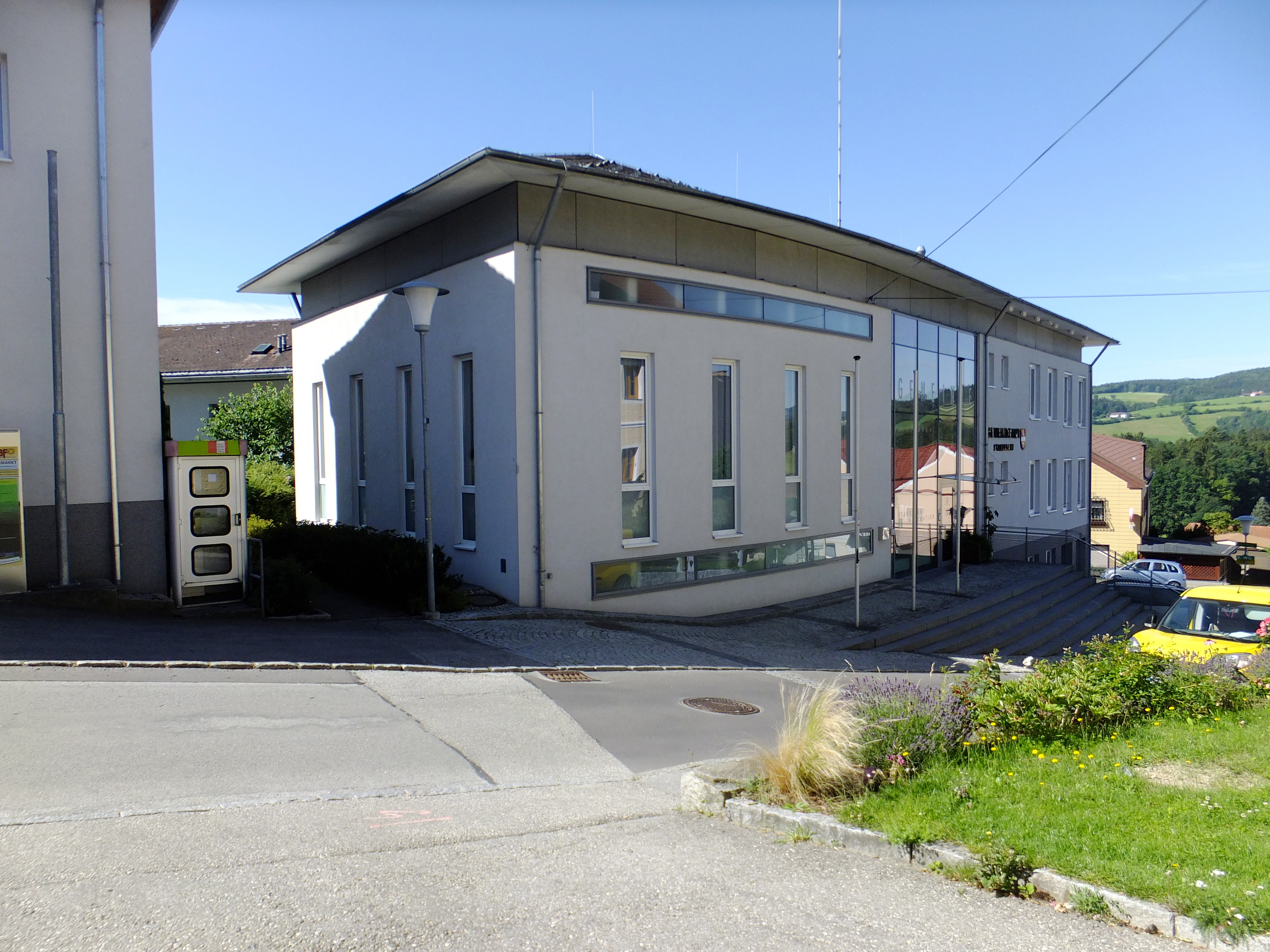
Rathaus (Marktgemeindeamt) in Kefermarkt
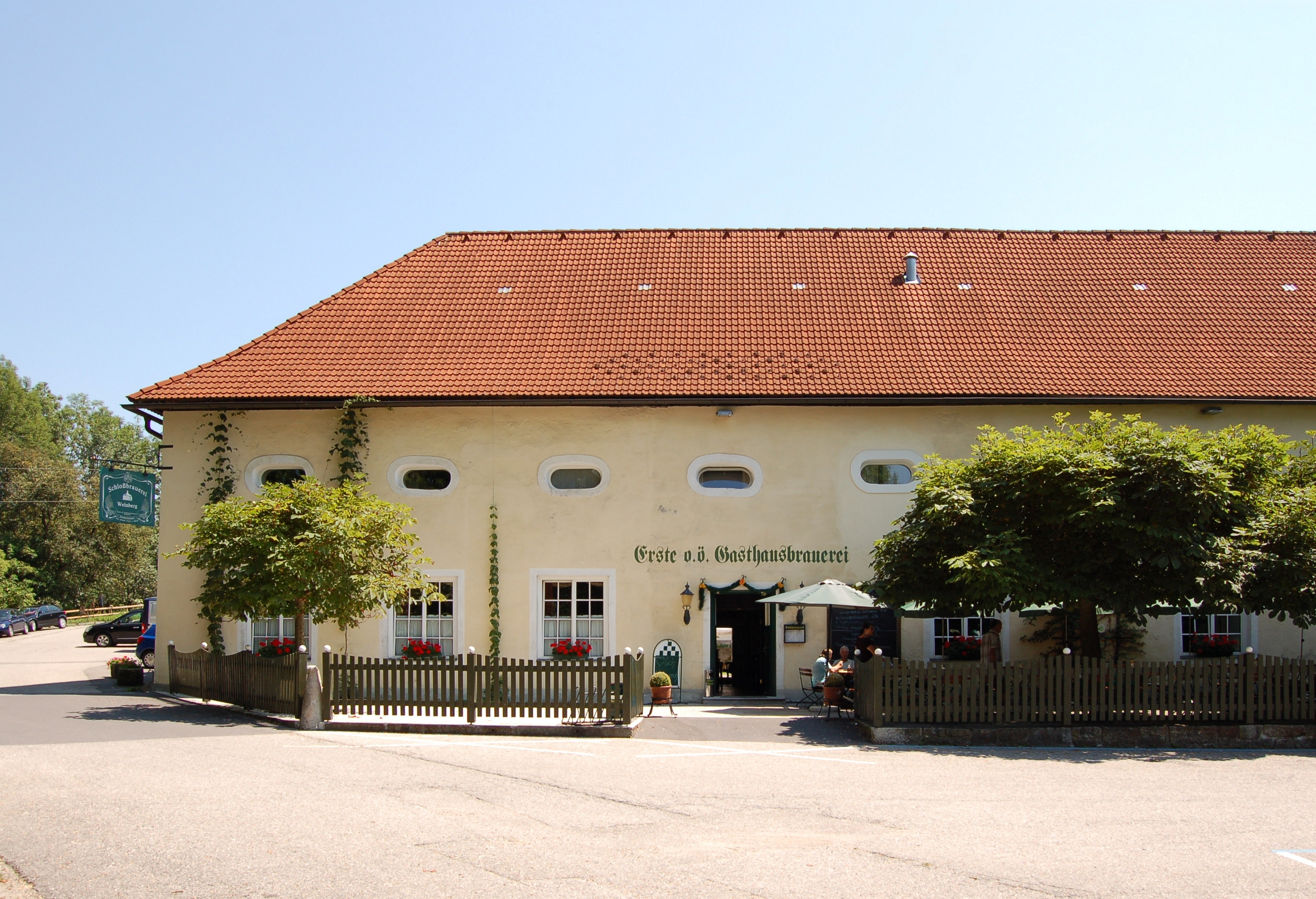
Die Schlossbrauerei Weinberg befindet sich in der Ortschaft Weinberg in der Gemeinde Kefermarkt

## Wirtschaft und Infrastruktur

### Verkehr

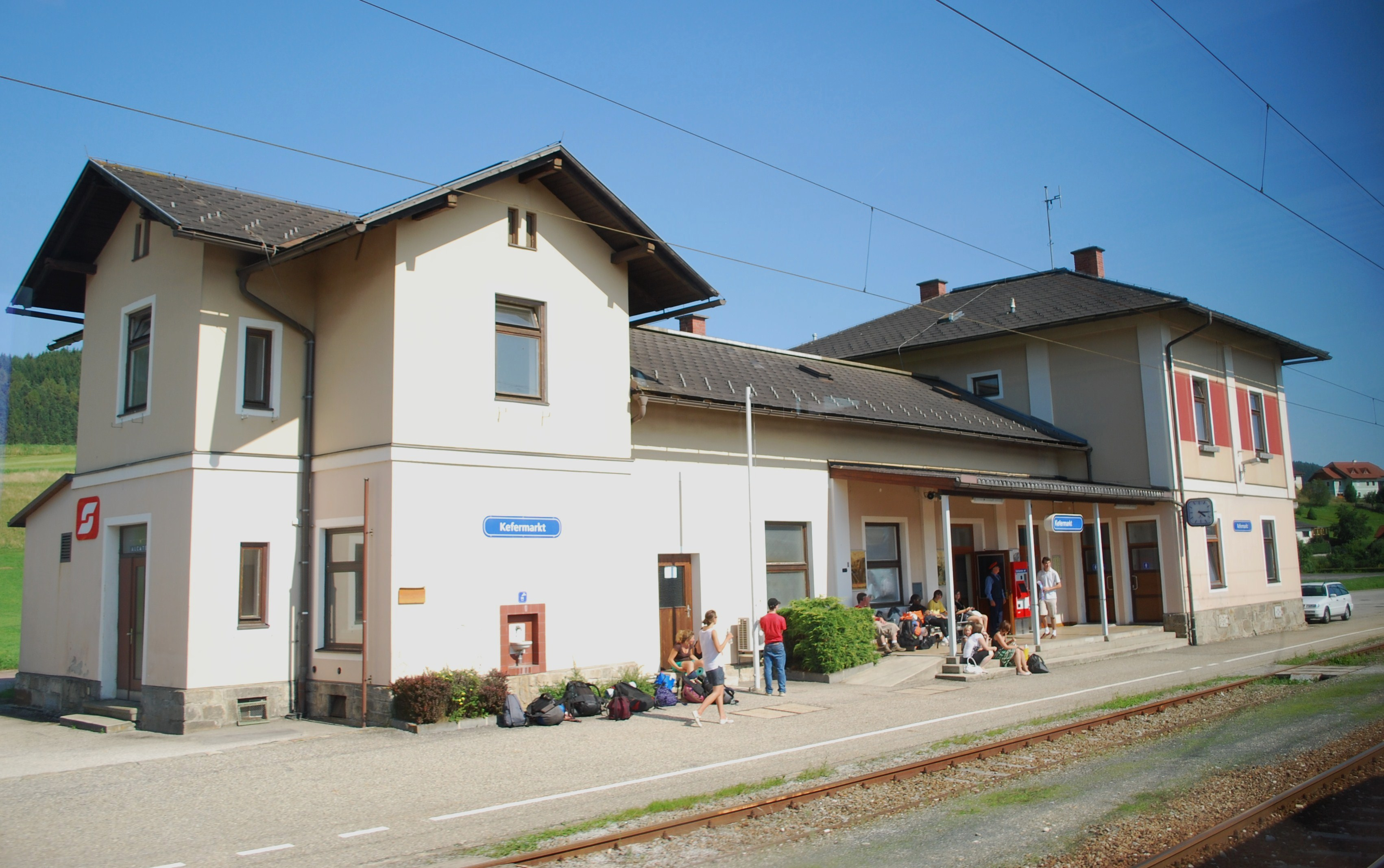
Bahnhof Kefermarkt

Kefermarkt liegt an der Summerauer Bahn, es gibt Direktverbindungen nach Linz, České Budějovice und Prag.
Weiters bestehen Busverbindungen in andere Orte des Bezirkes Freistadt sowie nach Linz.
Die Mühlviertler Straße (B310) führt im Bereich Pernau-Lest-Galgenau durch das Gemeindegebiet. Seit der Eröffnung der S10 ist auch eine eigene Ausfahrt für den Ort Kefermarkt verfügbar.

### Bildung
Im Ort stehen ein Kindergarten und eine Volksschule zur Verfügung. Zusätzlich besteht eine Bücherei. Weiters gibt es einen Allgemeinmediziner in der Gemeinde.

### Vereine
- Der Ort hat eine aktive Theatergruppe.[11]
- Motocross- und Enduro-Verein, den MSC Kefermarkt[12], welcher einmal jährlich (Anfang September) ein zweitägiges Motocross-Rennen veranstaltet.
- Union Kefermarkt mit den Sektionen Fußball (Männer- und Frauenmannschaften), Tischtennis, Turnen und Fitness & Gesundheit[13]
- Tennisclub Kefermarkt[14]
- ESV Kefermarkt[15]
- KAP – Kunst am Pienkenhof[16]
- Verein Kunst Kultur[17]

## Politik

### Gemeinderat
Der Gemeinderat hat 19 Mitglieder.
- Mit den Gemeinderats- und Bürgermeisterwahlen in Oberösterreich 1997 hatte der Gemeinderat folgende Verteilung: 14 ÖVP, 10 SPÖ und 1 FPÖ. (25 Mandate)[18]
- Mit den Gemeinderats- und Bürgermeisterwahlen in Oberösterreich 2003 hatte der Gemeinderat folgende Verteilung: 13 ÖVP, 10 SPÖ und 2 Bürgerliste Parteiunabhängige Initiative Kefermarkt (PIK). (25 Mandate)[19]
- Mit den Gemeinderats- und Bürgermeisterwahlen in Oberösterreich 2009 hatte der Gemeinderat folgende Verteilung: 14 ÖVP, 10 SPÖ und 1 Bürgerliste Parteiunabhängige Initiative Kefermarkt (PIK). (25 Mandate)[20]
- Mit den Gemeinderats- und Bürgermeisterwahlen in Oberösterreich 2015 hatte der Gemeinderat folgende Verteilung: 16 ÖVP und 9 SPÖ. (25 Mandate)[21]
- Mit den Gemeinderats- und Bürgermeisterwahlen in Oberösterreich 2021 hat der Gemeinderat folgende Verteilung: 9 ÖVP, 7 SPÖ und 3 GRÜNE. (19 Mandate)[22]

Von 1945 bis 2015 erreichte die ÖVP immer die absolute Mehrheit. Bei der Gemeinderatswahl 2021 erreichte sie dies mit 45,48 % der Stimmen nicht mehr. Zweitstärkste Partei wurde immer die SPÖ. Die Grünen schafften 2021 den Einzug in den Gemeinderat und erhielten 3 Mandate. Die Wahlbeteiligung lag bei 81,8 %. Die Größe des Gemeinderats verkleinerte sich mit dieser Wahl von 25 auf 19 Mandate.
1997 bestand der Kefermarkter Gemeinderat aus 25 Mandataren und drei Parteien. Die ÖVP hielt 14 Mandate, die SPÖ zehn Mandate und die FPÖ ein Mandat. 2003 wurde die ÖVP mit 52,2 % stimmenstärkste Partei und regierte mit absoluter Mehrheit. Die Bürgerliste PIK schaffte es mit zwei Mandaten in den Gemeinderat. Im Jahr 2009 hielt die ÖVP die absolute Mehrheit, die Bürgerliste PIK verlor ein Mandat. Bei der Gemeinderatswahl 2015 trat die Bürgerliste PIK nicht mehr an.

### Bürgermeister
- 1850–1861 Georg Wöhrl
- 1861–1864 Mathias Hametner
- 1864–1870 Franz Voigt
- 1870–1873 Johann Lengauer
- 1873–1877 Johann Krichmair
- 1877–1880 Josef Leitner
- 1880–1890 Johann Höllwirth
- 1890–1919 Leopold Zehethofer
- 1919–1919 Josef Lengauer
- 1919–1924 Johann Harrer
- 1924–1938 Johann Zehethofer
- 1938–1938 Franz Krempl
- 1938–1942 Andreas Zehetmayr
- 1942–1945 Michael Brandstötter
- 1945–1954 Johann Zehethofer
- 1954–1973 Michael Brandstötter
- 1973–1996 Johann Brandstötter[28]
- 1996–2014 Herbert Leonhardsberger (ÖVP)[29]
- seit 2014 Herbert Brandstötter (ÖVP)

### Wappen
Das Gemeindewappen zeigt:
Ein rot-weiß-roter Bindenschild. Oben und unten (jeweils in rot) ist je eine silberne, gold besamte heraldische Rose mit grünen Kelchblättern.
Der österreichische Bindenschild weist auf die ehemalige landesfürstliche Lehens-Herrschaft Weinberg (amtliche Erklärung).
Die Bedeutung der Rose – die sich auch im Lasberger Wappen findet – ist ungeklärt.
Die Verleihung des Gemeindewappens und der Gemeindefarben ist nicht bekannt. Obwohl der Ort 1479 zum Markt erhoben wurde, zeigt das aktuelle Wappen eine Darstellung aus dem 18. Jahrhundert.

## Persönlichkeiten

### Söhne und Töchter der Gemeinde
- Franz Kurz (1771–1843), Musiker, Historiker, Augustiner-Chorherr im Stift Sankt Florian
- Florian Oberchristl (1876–1951), Domprälat, Schriftleiter der Christlichen Kunstblätter[31]
- Engelbert Lengauer (1927–2019), Angestellter, Mitglied des Bundesrates und Abgeordneter zum Landtag
- Elfriede Österle (* 1950), Künstlerin

### Mit der Gemeinde verbundene Persönlichkeiten
- Hermann Haider (* 1938), Maler und Grafiker
- Michael Lindner (* 1983), Politiker (SPÖ)
- Marga Persson (* 1943), Künstlerin und Kunsthochschullehrende
- Andreas Reischek (1845–1902), Forschungsreisender, Ethnograph und Ornithologe